# My Best Friend (アルバム)
『My Best Friend』（マイ ベスト フレンド）は、國府田マリ子の1枚目のベストアルバム。1998年2月25日、KONAMIより発売。

## 解説
- シングル「Looking For」と同時発売された（同曲は未収録）。収録曲は、國府田自身の選曲である。自身がパーソナリティーを務めるラジオ番組において國府田自身が選曲したと言っている。「最後の約束」、「MOMENT」は発売当時のアポロン（本作発売時のバンダイ・ミュージックエンタテインメント）、「KISS」は徳間ジャパンコミュニケーションズと、一部他社に原盤権のある楽曲も選ばれている。

「風がとまらない」を除き、シングル曲はシングルバージョンで収録。

## 収録曲
1. 私が天使だったらいいのに
作詞：三浦徳子・國府田マリ子、作曲：松原みき、編曲：十川知司
3rdシングル「私が天使だったらいいのに/まちぶせ」より。シングルバージョンはアルバム初収録。
2. 雨のちスペシャル
作詞：國府田マリ子、作曲：松原みき、編曲：西脇辰弥
7thシングル「雨のちスペシャル」より アルバム初収録。
3. 風がとまらない（TV version）
作詞・作曲：種ともこ、編曲：亀田誠治
6thシングル「風がとまらない」より シングルバージョンは4thアルバム『なんでだってば!?』収録
4. みみかきをしていると
作詞：戸沢暢美、作曲：亀井登志夫、編曲：西脇辰弥
2ndシングル「みみかきをしていると」より シングルバージョンはアルバム初収録。
5. 夢はひとりみるものじゃない
作詞：國府田マリ子、作曲：松原みき、編曲：十川知司
4thシングル「夢はひとりみるものじゃない」より シングルバージョンはアルバム初収録。
6. 笑顔で愛してる
作詞・作曲：種ともこ、編曲：西脇辰弥
5thシングル「笑顔で愛してる」より
7. まちぶせ
作詞・作曲：荒井由実、編曲：新川博
3rdシングル「私が天使だったらいいのに/まちぶせ」より アルバム初収録。
荒井由実の同名曲をカバー。
8. MOMENT
作詞：柚木美祐、作曲：池毅、編曲：戸塚修
自身がヒロイン・小石川光希役で出演していたテレビアニメ『ママレード・ボーイ』の挿入歌で、シングル発売されている。國府田のアルバムには初収録。
9. 最後の約束
作詞：柚木美祐、作曲：池毅、編曲：戸塚修
『ママレード・ボーイ』の挿入歌で、シングル発売されている。國府田のアルバムには初収録。泣きながら歌っているがこれは曲に感情移入した為である。
10. 恋愛物語入門 (1) 〜初歩の初歩〜
作詞：大内正徳、作曲：村井聖夜、編曲：岩﨑元是
CDドラマ『ときめきメモリアル featuring片桐彩子』に収録されている自身が演じたドラマCDオリジナルキャラ十一夜恵のキャラクターソングである。國府田のアルバムには初収録。
11. KISS
作詞：國府田マリ子、作曲：いぬいなおき、編曲：木下秀郎
アニメージュ声優シリーズ『KISS』、アニメージュ声優シリーズコレクション①『KISS』より 國府田のアルバムには初収録。
自身が初めて作詞した曲だと言う。
12. Pure（live version）
作詞：國府田マリ子、作曲：菜芽月まろん、編曲：岩崎文紀
原曲は1stオリジナルアルバム『Pure』より
本作収録のライブバージョンは、ライブアルバム『Mariko Kouda Concert Tour '95～'96 “終わらないアンコール”』より
13. 僕らのステキ
作詞：戸沢暢美、作曲：前田克樹、編曲：岩本正樹
1stシングル「僕らのステキ」より シングルバージョンはアルバム初収録。
14. Happy!Happy!Happy!
作詞：國府田マリ子、作曲：ながつきまろん、編曲：水島康貴
3rdオリジナルアルバム『Happy!Happy!Happy!』より
15. Horizon（radio version）
作詞：國府田マリ子、作曲：菜芽月まろん、編曲：光田健一
原曲は1stオリジナルアルバム『Pure』より
自身がパーソナリティを務めていたラジオ番組『國府田マリ子のGM』エンディングテーマ
16. Twin memories（live version）
作詞：WINBEE、作曲：コナミ矩形波倶楽部、補作曲・編曲：光田健一
原曲は『ツインビー対戦ぱずるだま』主題歌。
ライブアルバム『Mariko Kouda Concert Tour '95～'96 “終わらないアンコール”』初回特典の「Special CD Single」より
上の収録CDとは同じライブテイクだが、本作の収録の音源には、イントロに乗せて行った國府田によるゲストの古川もとあきの紹介がなく、純粋に歌を聞ける。初回特典CD収録だった為、入手困難だったが、本作収録により入手し易くなる。